# 崇明支路
崇明支路，是一条位于中國上海市虹口区南部的南北向道路，南起天潼路，北至崇明路。该路总长100米，宽为9米左右。该路原为清云里内土地，1930年代拆除清云里后形成，一度称为大场路。该路初筑时采用弹格路，现改为沥青混凝土道路。其与南崇明路的路口为上海25路无轨电车的起讫站。

## 交汇道路
- 天潼路
- 南崇明路
- 崇明路